# Fairfield, Connecticut
Fairfield là một thị trấn ở quận Fairfield, tiểu bang Connecticut. Thành phố có dân số 59.404 người theo điều tra dân số năm 2010. Thị trấn có tổng diện tích 81,1  km², trong đó có 77,8  km² là diện tích mặt đất. Khu vực có độ cao trung bình 18 mét. Fairfield giáp với Bridgeport, Trumbull, Easton, Redding và Westport dọc theo Gold Coast của Connecticut. Tháng 7 năm 2006, tạp chí Money bầu chọn Fairfield là "nơi tốt thứ 9 để sinh sống" ở Hoa Kỳ, là nơi tốt nhất để sinh sống ở Đông Bắc Hoa Kỳ. Thành phố có trụ sở của General Electric.